# Muzičke nagrade Jaunde
Muzičke nagrade Jaunde (engl: Yaoundé Music Awards) (YMA) je prestižna nagrada koja se dodeljuje talentovanim muzičarima iz Kameruna i šireg afričkog kontingenta. Ove nagrade imaju za cilj da prepoznaju i nagrade izuzetne umetnike i doprinosu muzičkoj industriji u regiji. Održavaju se u glavnom gradu Kameruna, Juande, i služe kao platforma za isticanje i promovisanje afričke muzike.

## Istorija
Muzičke nagrade Jaunde su prvi put ustanovljene s ciljem da unaprede muzičku scenu u Kamerunu i da daju priznanje umetnicima za njihov rad i doprinos. Premda detalji o tačnom datumu osnivanja i prvom izdanju nagrada mogu varirati, YMA su brzo stekle značaj u regionalnoj muzičkoj industriji i postale važan događaj u kalendaru afričke muzike.

## Kategorije
YMA obuhvata različite kategorije nagrada koje pokrivaju širok spektar muzičkih žanrova i umetničkih dostignuća. Neki od uobičajenih kategorija uključuju:
- Najbolji izvođač
- Najbolja pesma
- Najbolji album
- Najbolji novi izvođač
- Najbolji muzički video
- Najbolji producent

## Ceremonija
Ceremonija dodele Muzičkih nagrada Jaunde je obično glamurozan događaj koji okuplja brojne umetnike, producente, medijske profesionalce i ljubitelje muzike. Tokom ceremonije, pored dodele nagrada, često se organizuju i muzički nastupi, kao i nastupi specijalnih gostiju iz sveta muzike. Događaj je poznat po svečanom atmosferi i visokom nivou produkcije.

## Značaj
YMA igra ključnu ulogu u promovisanju i podršci lokalnih umetnika i doprinosi rastu i razvoju muzičke industrije u Kamerunu i širom Afrike. Ove nagrade pomažu u prepoznavanju talenata i poticanju umetnika da nastave sa svojim radom i inovacijama.

## Priznanje
YMA su dobile priznanje i pohvale zbog svoje uloge u afirmaciji afričke muzike i podršci umetnicima. Takođe su postale važne u očima međunarodne muzičke zajednice kao platforma koja naglašava kulturnu i umetničku vrednost afričke muzike.
Muzičke nagrade Jaunde su ključni događaj u muzičkom kalendaru Kameruna i šire afričke regije. Svojim radom i posvećenošću prepoznavanju talenata, YMA nastavlja da doprinosi razvoju i promociji muzičke industrije u ovom delu sveta, a mnoge kompanije podržavaju njihov rad.